# Paul Eduard Lepoeter

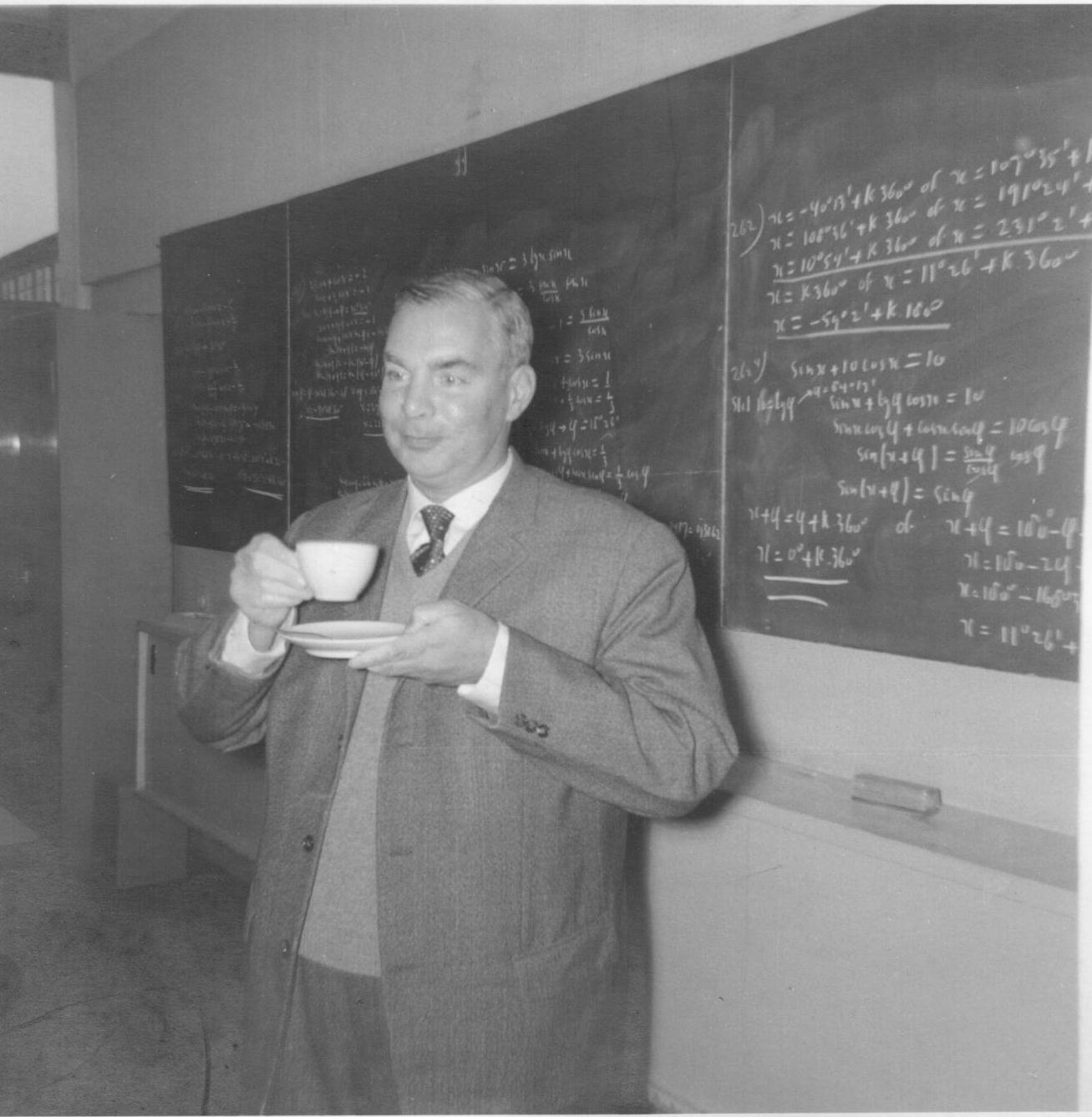
P.E. Lepoeter tijdens een lespauze aan het Rijnlands Lyceum Wassenaar, ca. 1963

Paul Eduard Lepoeter (Hilversum, 2 februari 1916 – Wassenaar, 28 juni 1978) was een Nederlands wiskundeleraar en schrijver van wiskundeleerboeken voor het middelbaar onderwijs.

## Biografie
Paul Eduard Lepoeter werd op 2 februari 1916 geboren te Hilversum als zoon van de wiskundeleraar Jozias Lepoeter. In 1932 behaalde  hij zijn diploma aan de Christelijke HBS wis- en natuurkunde (B) aan de Moreelsestraat, Amsterdam Oud-Zuid. Daarna studeerde hij wis- en natuurkunde aan de Universiteit van Amsterdam waar hij in 1938 cum laude afstudeerde in de natuurkunde.
In 1939 werd hij leraar wiskunde aan de middelbare school Carpentier Alting Stichting (CAS) te Batavia. In de Tweede Wereldoorlog werd hij door de Japanners geïnterneerd en als dwangarbeider tewerkgesteld bij de aanleg van de Birma-Siamspoorlijn. Na de oorlog werd hij gerepatrieerd naar Nederland en werd vanaf september 1946 leraar wiskunde aan het Rijnlands Lyceum Wassenaar.
In de jaren 1954-1960 schreef Lepoeter samen met zijn collega dr. W.J. (Wim) Bos een reeks leerboeken wiskunde voor het Nederlands voortgezet onderwijs: de ‘Wegwijzer’-serie met delen algebra, meetkunde en trigonometrie. De serie trachtte de zelfwerkzaamheid van de leerlingen te bevorderen, iets wat in de tot dan toe bestaande lesmethoden weinig aandacht had gekregen.
Begin jaren zestig ging Lepoeter alleen verder. Hij schreef eerst de ‘Gids’-serie met delen algebra, goniometrie en analytische meetkunde. In 1970 stopte hij met lesgeven en werkte meerdere jaren aan een volledige nieuwe serie ”Gids voor de nieuwe wiskunde” die voldeed aan de eisen van de Mammoetwet. Deze serie maakte hij niet af; na deel IVB overleed hij in juni 1978.
In september 2013 verscheen een biografie van Paul Eduard Lepoeter.

## Boeken
- Wegwijzer in de Meetkunde, uitgeverij J.M. Meulenhoff Amsterdam; deel I (1954), deel II (1955), deel III (1956) – samen met dr. W.J. Bos
- Wegwijzer in de Trigonometrie, uitgeverij J.M. Meulenhoff Amsterdam (1956) – samen met dr. W.J. Bos
- Wegwijzer in de Algebra, uitgeverij J.M. Meulenhoff Amsterdam; deel I (1958), deel II (1959), deel III (1960) – samen met dr. W.J. Bos
- Gids voor de Algebra van de b-afdelingen van het VHMO, uitgeverij J.M. Meulenhoff Amsterdam (1961)
- Gids voor de Goniometrie van de b-afdelingen van het VHMO, uitgeverij J.M. Meulenhoff Amsterdam (1961)
- Gids voor de Analytische Meetkunde van de b-afdelingen van het VHMO, uitgeverij J.M. Meulenhoff Amsterdam (1963)
- Gids voor de nieuwe wiskunde, uitgeverij Meulenhoff Educatief Amsterdam; deel IA, IB (1972), deel IIA, IIB (1973), deel IIIA (1974), deel IIIB (1975), deel IVA (1976), deel IVB (1977)